# BeerXML
BeerXML è un formato di file libero per descrivere in un formato standard ricette per la produzione della birra e altre informazioni sulla birrificazione. È uno standard aperto basato sull'XML ed un linguaggio di markup pensato per essere leggibile sia dalle persone che dai software.

## Caratteristiche
La struttura di un file BeerXML è composta dai seguenti campi:
- <RECIPES>…</RECIPES> contiene una o più ricette e, per ciascuna di esse, gli ingredienti e le modalità di preparazione.

- <HOPS>…</HOPS> contiene l'elenco dei luppoli necessari alla preparazione delle ricette del capo precedente e le loro caratteristiche.

- <YEASTS>…</YEASTS> contiene l'elenco dei lieviti necessari e le loro caratteristiche.

- <FERMENTABLES>…</FERMENTABLES> contiene l'elenco degli altri ingredienti necessari durante la fermentazione, come cereali, zucchero ed estratti.

- <MISCS>…</MISCS> contiene ulteriori ingredienti che non rientrano nei campi precedenti, come ad esempio spezie e additivi alimentari.

- <WATERS>…</WATERS> contiene la descrizione dell'acqua da utilizzare.

- <MASH>…</MASH> contiene la descrizione e le procedure per l'ammostamento.

- <EQUIPMENT>…</EQUIPMENT> (facoltativo) contiene l'elenco dell'attrezzatura necessaria alla preparazione delle ricette.

Ognuno contiene i sottocampi necessari a descrivere tutte le proprietà del prodotto utilizzato. Ad esempio, nel caso dei luppoli si potrà avere:
```
<HOPS>
  <HOP>
    <NAME>Cascade</NAME> <!-- il nome del luppolo -->
    <ALPHA>5.0</ALPHA> <!-- percentuale di alfa acidi -->
    <AMOUNT>0.100</AMOUNT> <!-- quantità in kg -->
    <USE>Boil</USE> <!-- l'utilizzo del prodotto; può essere "Boil", "Dry Hop", "Mash", "First Wort" e "Aroma" -->
    <TIME>60</TIME> <!-- tempo in minuti da applicare al campo USE -->
    <VERSION>1</VERSION> <!-- sempre uguale a 1 in questa versione dello standard -->
  </HOP>
  <HOP>
    <!-- un altro luppolo… -->
  </HOP>
</HOPS>

```

Sono disponibili plugin ed estensioni per aggiungere il supporto a BeerXML a diversi linguaggi di programmazione, tra cui JavaScript, PHP, Python e Ruby.